# Atletism la Jocurile Olimpice de vară din 2000 - Săritura în înălțime (feminin)
Proba feminină de săritură în înălțime de la Jocurile Olimpice de vară din 2000 a avut loc în perioada 28-30 septembrie 2000 pe stadionul Australia.

## Recorduri
Înaintea acestei competiții, recordurile mondiale și olimpice erau următoarele:
| Record  | Atletă                   | Rezultat | Loc                    | Data           |
| ------- | ------------------------ | -------- | ---------------------- | -------------- |
| Mondial | Stefka Kostadinova (BUL) | 2,09 m   | Roma, Italia           | 30 august 1987 |
| Olimpic | Stefka Kostadinova (BUL) | 2,05 m   | Atlanta, Statele Unite | 3 august 1996  |

## Rezultate

### Calificări
S-au calificat în finală orice atletă care a sărit înălțimea de 1,94 m.

#### Grupa A
| Loc | Atletă              | Țară                       | 1,80 | 1,85 | 1,89 | 1,92 | 1,94 | Înălțime |
| --- | ------------------- | -------------------------- | ---- | ---- | ---- | ---- | ---- | -------- |
| 1   | Kajsa Bergqvist     | Suedia                     | –    | o    | o    | o    | o    | 1,94     |
| 1   | Elena Elessina      | Rusia                      | o    | o    | o    | o    | o    | 1,94     |
| 1   | Vita Palamar        | Ucraina                    | o    | o    | o    | o    | o    | 1,94     |
| 1   | Svetlana Salevskaia | Kazahstan                  | o    | o    | o    | o    | o    | 1,94     |
| 5   | Venelina Veneva     | Bulgaria                   | o    | o    | o    | xxo  | o    | 1,94     |
| 6   | Oana Pantelimon     | România                    | o    | xxo  | xo   | o    | xxo  | 1,94     |
| 7   | Ioamnet Quintero    | Cuba                       | o    | o    | o    | o    | xxx  | 1,92     |
| 8   | Svetlana Lapina     | Rusia                      | o    | o    | xo   | xo   | xxx  | 1,92     |
| 9   | Miki Imai           | Japonia                    | o    | o    | xxo  | xo   | xxx  | 1,92     |
| 10  | Dóra Győrffy        | Ungaria                    | o    | o    | o    | xxx  |      | 1,89     |
| 11  | Nelė Žilinskienė    | Lituania                   | o    | o    | xo   | xxx  |      | 1,89     |
| 12  | Marta Mendía        | Spania                     | o    | xo   | xo   | xxx  |      | 1,89     |
| 13  | Inna Gliznuța       | Republica Moldova          | o    | xo   | xxo  | xxx  |      | 1,89     |
| 14  | Erin Aldrich        | Statele Unite ale Americii | o    | o    | xxx  |      |      | 1,85     |
| 15  | Alison Inverarity   | Australia                  | xo   | xxx  |      |      |      | 1,80     |
| 16  | Agni Charalambous   | Cipru                      | xxo  | xxx  |      |      |      | 1,80     |
| —   | Karen Beautle       | Jamaica                    | xxx  |      |      |      |      | FR       |
| —   | Cristina Kalceva    | Bulgaria                   | xxx  |      |      |      |      | FR       |
| —   | Līga Kļaviņa        | Letonia                    | xxx  |      |      |      |      | FR       |

#### Grupa B
| Loc | Atletă               | Țară                       | 1,80 | 1,85 | 1,89 | 1,92 | 1,94 | Înălțime |
| --- | -------------------- | -------------------------- | ---- | ---- | ---- | ---- | ---- | -------- |
| 1   | Inha Babakova        | Ucraina                    | o    | o    | o    | o    | o    | 1,94     |
| 1   | Hestrie Cloete       | Africa de Sud              | o    | o    | o    | o    | o    | 1,94     |
| 1   | Amewu Mensah         | Germania                   | o    | o    | o    | o    | o    | 1,94     |
| 1   | Eleonora Milușeva    | Bulgaria                   | o    | o    | o    | o    | o    | 1,94     |
| 5   | Zuzana Hlavoňová     | Cehia                      | xxo  | o    | o    | xo   | o    | 1,94     |
| 5   | Monica Iagăr-Dinescu | România                    | o    | o    | xo   | xxo  | o    | 1,94     |
| 7   | Yoko Ota             | Japonia                    | xo   | o    | xo   | xo   | xxo  | 1,94     |
| 8   | Blanka Vlašić        | Croația                    | o    | o    | o    | xxo  | xxx  | 1,92     |
| 9   | Hanne Haugland       | Norvegia                   | o    | o    | o    | xxx  |      | 1,89     |
| 10  | Solange Witteveen    | Argentina                  | o    | xo   | o    | xxx  |      | 1,89     |
| 11  | Karol Damon          | Statele Unite ale Americii | o    | xxo  | xxo  | xxx  |      | 1,89     |
| 12  | Linda Horvath        | Austria                    | xo   | xxo  | xxo  | xxx  |      | 1,89     |
| 13  | Marina Kupțova       | Rusia                      | o    | o    | xxx  |      |      | 1,85     |
| 14  | Olga Bolșova         | Republica Moldova          | o    | xo   | xxx  |      |      | 1,85     |
| 15  | Irîna Mîhalcenko     | Ucraina                    | o    | xxo  | xxx  |      |      | 1,85     |
| 16  | Tațiana Șevcik       | Belarus                    | xo   | xxo  | xxx  |      |      | 1,85     |
| 17  | Amy Acuff            | Statele Unite ale Americii | o    | xxx  |      |      |      | 1,80     |
| 18  | Niki Bakogianni      | Grecia                     | xxo  | xxx  |      |      |      | 1,80     |
| —   | Tatiana Efimenko     | Kârgâzstan                 | xxx  |      |      |      |      | FR       |

### Finala
| Loc | Atletă               | Țară          | 1,85 | 1,90 | 1,93 | 1,96 | 1,99 | 2,01 | 2,03 | Înălțime |
| --- | -------------------- | ------------- | ---- | ---- | ---- | ---- | ---- | ---- | ---- | -------- |
| 1   | Elena Elesina        | Rusia         | o    | o    | o    | o    | o    | xo   | xxx  | 2,01     |
| 2   | Hestrie Cloete       | Africa de Sud | o    | o    | o    | xo   | o    | xo   | xxx  | 2,01     |
| 3   | Kajsa Bergqvist      | Suedia        | o    | o    | o    | o    | xo   | x–   | xx   | 1,99     |
| 3   | Oana Pantelimon      | România       | o    | o    | o    | o    | xo   | xxx  |      | 1,99 PB  |
| 5   | Inha Babakova        | Ucraina       | o    | o    | xo   | o    | xxx  |      |      | 1,96     |
| 6   | Svetlana Salevskaia  | Kazahstan     | xo   | xo   | o    | o    | xxx  |      |      | 1,96     |
| 7   | Vita Palamar         | Ucraina       | o    | o    | xo   | xxo  | xxx  |      |      | 1,96     |
| 8   | Amewu Mensah         | Germania      | o    | o    | o    | xxx  |      |      |      | 1,93     |
| 9   | Venelina Veneva      | Bulgaria      | o    | o    | xo   | xxx  |      |      |      | 1,93     |
| 9   | Monica Iagăr-Dinescu | România       | o    | o    | xo   | xxx  |      |      |      | 1,93     |
| 11  | Yoko Ota             | Japonia       | o    | xo   | –    | xxx  |      |      |      | 1,90     |
| 11  | Zuzana Hlavoňová     | Cehia         | o    | xo   | xxx  |      |      |      |      | 1,90     |
| 13  | Eleonora Milușeva    | Bulgaria      | xo   | xo   | xxx  |      |      |      |      | 1,90     |